# Atlet roku

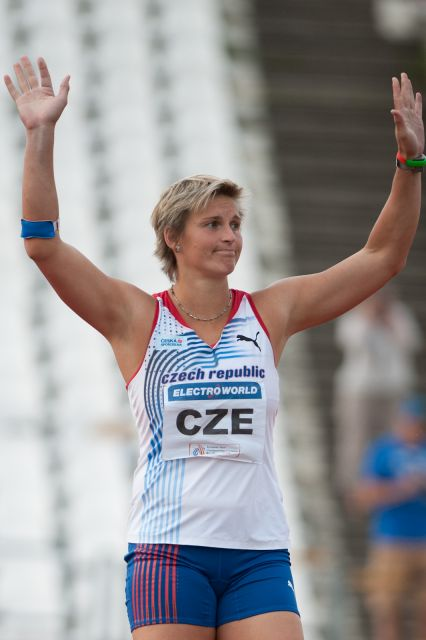
Devítinásobná držitelka ocenění (2007–2017), oštěpařka Barbora Špotáková

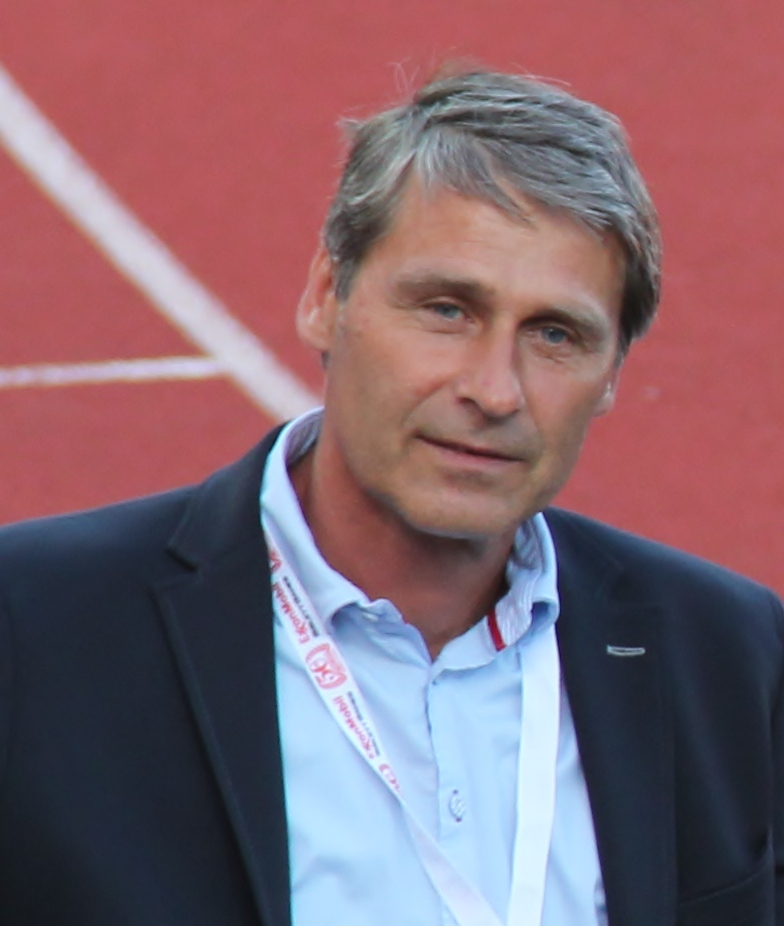
Sedminásobný vítěz (1991–2001) a šestinásobný trenér (2011–2021), oštěpař Jan Železný

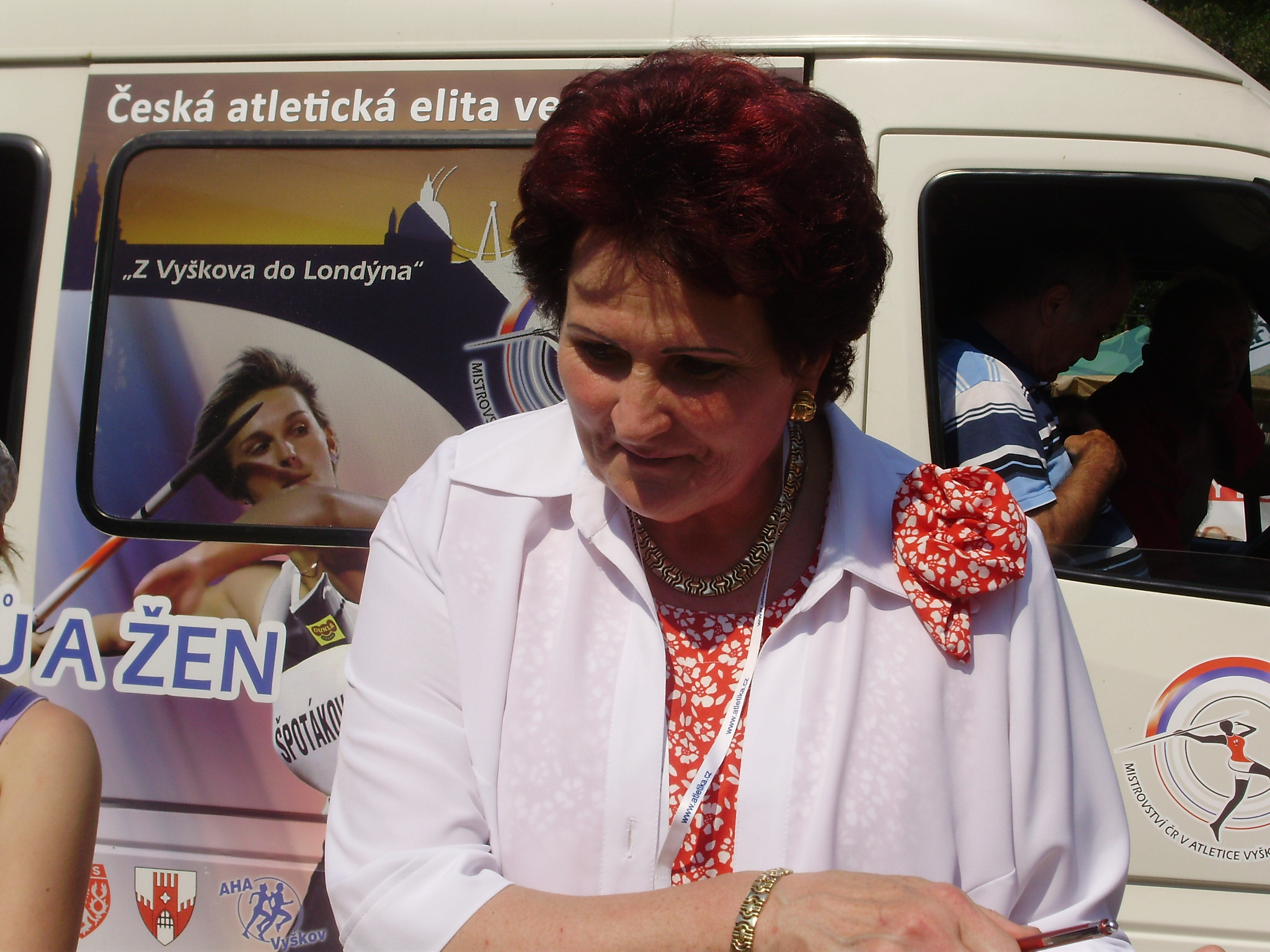
Sedminásobná vítězka (1973–1979), koulařka Helena Fibingerová

Atlet roku je česká anketa, při níž je vyhlašován nejlepší atlet uplynulé sezóny. Poprvé byl nejlepší atlet vyhlášen v roce 1962, od té doby byla tato anketa jednou přerušena v roce 1969. Od roku 1997 se vyhlašují atletické osobnosti uplynulé sezony v kategoriích nejlepší atlet, junior, trenér a objev.

## Nejvíce titulů
Nejvyšší počet získaných titulů drží Barbora Špotáková (devět v letech 2007–2017). Sedm prvenství získali Helena Fibingerová (1973–1979) a Jan Železný (také pětkrát trenér) a šest Ludvík Daněk, Imrich Bugár a Jarmila Kratochvílová. Rekordmanem v počtu titulů v anketě Atlet roku samostatné České republiky je Barbora Špotáková s devíti úspěchy.
trenéři
Od roku 1997 získali pět titulů trenéři Dalibor Kupka, Jan Železný a Rudolf Černý.

## Tabulka vítězů ankety
| Rok  | Vítěz                                           | Junior                             | Zdroj |
| ---- | ----------------------------------------------- | ---------------------------------- | ----- |
| 1962 | Rudolf Tomášek                                  | —                                  |       |
| 1963 | Ludvík Daněk                                    | —                                  |       |
| 1964 | Ludvík Daněk (2)                                | —                                  |       |
| 1965 | Ludvík Daněk (3)                                | —                                  |       |
| 1966 | Anna Chmelková                                  | —                                  |       |
| 1967 | Ludvík Daněk (4)                                | —                                  |       |
| 1968 | Miloslava Rezková                               | —                                  |       |
| 1969 | nekonala se                                     | —                                  |       |
| 1970 | Jozef Plachý                                    | —                                  |       |
| 1971 | Ludvík Daněk (6)                                | —                                  |       |
| 1972 | Ludvík Daněk (7)                                | —                                  |       |
| 1973 | Helena Fibingerová                              | —                                  |       |
| 1974 | Helena Fibingerová (2)                          | —                                  |       |
| 1975 | Helena Fibingerová (3)                          | —                                  |       |
| 1976 | Helena Fibingerová (4)                          | —                                  |       |
| 1977 | Helena Fibingerová (5)                          | —                                  |       |
| 1978 | Karel Kolář, Helena Fibingerová (6)             | —                                  |       |
| 1979 | Karel Kolář (2), Helena Fibingerová (7)         | —                                  |       |
| 1980 | Imrich Bugár, Jarmila Kratochvílová             | —                                  |       |
| 1981 | Imrich Bugár (2), Jarmila Kratochvílová (2)     | —                                  |       |
| 1982 | Imrich Bugár (3), Jarmila Kratochvílová (3)     | —                                  |       |
| 1983 | Imrich Bugár (4), Jarmila Kratochvílová (4)     | —                                  |       |
| 1984 | Imrich Bugár (5), Zdeňka Šilhavá                | —                                  |       |
| 1985 | Imrich Bugár (6), Jarmila Kratochvílová (5)     | —                                  |       |
| 1986 | Jozef Pribilinec, Ivana Walterová               | —                                  |       |
| 1987 | Jozef Pribilinec (2), Jarmila Kratochvílová (6) | —                                  |       |
| 1988 | Jozef Pribilinec (3), Zdeňka Šilhavá (2)        | Robert Změlík, Šárka Kašpárková    |       |
| 1989 | Roman Mrázek                                    | Václav Hřích, Marcela Podracká     |       |
| 1990 | Pavol Blažek                                    | Václav Hřích (2), Hajnalka Véghová |       |
| 1991 | Jan Železný, Ivana Kubešová (2)                 | Tomáš Dvořák, Nikola Tomečková     |       |
| 1992 | Robert Změlík                                   | —                                  |       |

| Rok  | Vítěz                 | Junior                         | Trenér            | Objev roku        | Zdroj  |
| ---- | --------------------- | ------------------------------ | ----------------- | ----------------- | ------ |
| 1993 | Jan Železný (2)       | —                              | —                 | —                 |        |
| 1994 | Jan Železný (3)       | —                              | —                 | —                 |        |
| 1995 | Jan Železný (4)       | Jiří Ryba, Jitka Burianová     | —                 | —                 |        |
| 1996 | Jan Železný (5)       | Svatoslav Ton, Hana Doleželová | —                 | —                 |        |
| 1997 | Tomáš Dvořák          | Roman Oravec                   | Zdeněk Váňa       | Jiří Mužík        |        |
| 1998 | Šárka Kašpárková      | Adam Ptáček                    | Michal Pogány     | Lukáš Vydra       |        |
| 1999 | Tomáš Dvořák (2)      | Alena Rücklová                 | Zdeněk Váňa (2)   | Alena Rücklová    |        |
| 2000 | Jan Železný (6)       | Jarmila Klimešová              | Zdeněk Váňa (3)   | Jitka Burianová   |        |
| 2001 | Jan Železný (7)       | Jiří Křehula                   | Zdeněk Váňa (4)   | Radek Zachoval    |        |
| 2002 | Roman Šebrle          | Petr Lampart                   | Dalibor Kupka     | Petr Lampart      |        |
| 2003 | Roman Šebrle (2)      | Jaroslav Bába                  | Dalibor Kupka (2) | Zuzana Hejnová    |        |
| 2004 | Roman Šebrle (3)      | Denisa Ščerbová                | Aleš Duda         | Denisa Ščerbová   |        |
| 2005 | Roman Šebrle (4)      | Zuzana Hejnová                 | Dalibor Kupka (3) | Remigius Machura  |        |
| 2006 | Roman Šebrle (5)      | Jan Kudlička                   | Rudolf Černý      | Barbora Špotáková | [ 1 ]  |
| 2007 | Barbora Špotáková     | Jakub Holuša                   | Rudolf Černý (2)  | Kateřina Cachová  | [ 2 ]  |
| 2008 | Barbora Špotáková (2) | Kateřina Šafránková            | Rudolf Černý (3)  | Petr Svoboda      | [ 3 ]  |
| 2009 | Barbora Špotáková (3) | štafeta 4 × 100 metrů          | Rudolf Černý (4)  | Jakub Vadlejch    | [ 4 ]  |
| 2010 | Barbora Špotáková (4) | Pavel Maslák                   | Martina Blažková  | Josef Prorok      | [ 5 ]  |
| 2011 | Barbora Špotáková (5) | Marek Bárta                    | Jan Železný       | Pavel Maslák      | [ 6 ]  |
| 2012 | Barbora Špotáková (6) | Anežka Drahotová               | Jan Železný (2)   | Vítězslav Veselý  | [ 7 ]  |
| 2013 | Zuzana Hejnová        | Anežka Drahotová (2)           | Dalibor Kupka (4) | Anežka Drahotová  | [ 8 ]  |
| 2014 | Barbora Špotáková (7) | Anežka Drahotová (3)           | Jan Železný (3)   | Jiří Sýkora       | [ 9 ]  |
| 2015 | Zuzana Hejnová (2)    | Michaela Hrubá                 | Dalibor Kupka (5) | Radek Juška       | [ 10 ] |
| 2016 | Barbora Špotáková (8) | Michaela Hrubá (2)             | Jan Železný (4)   | Filip Sasínek     | [ 11 ] |
| 2017 | Barbora Špotáková (9) | Michaela Hrubá (3)             | Jan Železný (5)   | Barbora Malíková  | [ 12 ] |
| 2018 | Nikola Ogrodníková    | Amálie Švábíková               | Rudolf Černý (5)  | Lukáš Hodboď      | [ 13 ] |
| 2019 | Zuzana Hejnová (3)    | Michal Forejt                  | Dana Jandová      | Lada Vondrová     | [ 14 ] |
| 2021 | Jakub Vadlejch        | František Doubek               | Jan Železný (6)   | Jan Doležálek     | [ 15 ] |
| 2022 | Jakub Vadlejch (2)    | Jakub Dudycha                  | Jan Železný (7)   | Dorota Skřivanová |        |
| 2023 | Jakub Vadlejch (3)    | Jakub Dudycha (2)              | Jan Železný (8)   | Ondřej Macík      | [ 16 ] |
| 2024 | Jakub Vadlejch (4)    | Lurdes Gloria Manuel           | David Sekerák     | Tomas Järvinen    | [ 17 ] |